# آران‌ای ریبوزومی
آراِن‌اِی ریبوزومی یا rRNA‏ نوعی آران‌ای غیر کُدکننده است که جزء اصلی ریبوزوم‌ها بوده و برای همهٔ سلول‌ها ضروری است. آراِن‌اِی یک ریبوزیم است که سنتز پروتئین را در ریبوزوم‌ها انجام می‌دهد. آران‌ای ریبوزومی آنزیمی است که جایگاه پروتئین‌سازی را در یاخته‌ها فراهم می‌کند. آران‌ای ریبوزومی جایگاهی را در ریبوزوم فراهم می‌سازد که در فرایند رمزخوانی و تبدیل آران‌ای پیام‌رسان به اسیدهای آمینه نقش دارد. همچنین در جایگاهی که آران‌ای ریبوزومی در ریبوزوم پدیدآورده است، به برهم‌کنش آران‌ای پیام‌رسان با آران‌ای حامل در فرایند رمزخوانی کمک می‌شود. یکی از محل‌ها که این آنزیم ساخته می‌شود در یوکاریوت‌ها در هسته هست که ریبوزوم فعال ندارد و نمی‌تواند آمینواسید‌ها را به هم پیوند زند و یک پروتئین بسازد ولی در ساخت آران‌ای ریبوزومی نقش دارد.

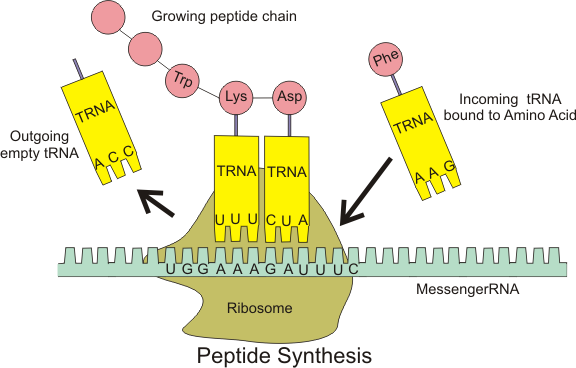
تعامل آران‌ای حامل و آران‌ای پیام‌رسان در سنتز پروتئین